# Zemaljsko antifašističko vijeće narodnog oslobođenja Bosne i Hercegovine
Zemaljsko antifašističko vijeće narodnog oslobođenja Bosne i Hercegovine (skr. ZAVNOBiH) bilo je najviše zakonodavno i izvršno tijelo Narodnooslobodilačkog pokreta u Bosni i Hercegovini.
Održana su tri zasjedanja ZAVNOBiH-a: 
- prvo u Mrkonjić Gradu 25. studenoga 1943. (ovaj datum se obilježava kao Dan državnosti Bosne i Hercegovine),
- drugo u Sanskom Mostu 30. lipnja 1944.,
- treće i posljednje u Sarajevu 26. travnja 1945.

## Prvo zasjedanje ZAVNOBiH-a
Prvo zasjedanje ZAVNOBiH-a počelo je u Mrkonjić Gradu 25. studenoga 1943. u 20 sati. Završeno je iste noći (26. studenoga) u 4 sata ujutro.
Ovoj osnivačkoj skupštini prisustvovalo je 247 delegata iz svih krajeva BiH, od kojih 173 s pravom glasa. Na prvom zasjedanju, ZAVNOBiH je formalno konstituiran kao općtepolitičko predstavništvo Narodnooslobodilačkog pokreta (NOP) Bosne i Hercegovine, ali je u stvarnosti i praksi djelovao kao njen najviši organ vlasti. Odbornici su usvojili Rezoluciju ZAVNOBiH-a i Proglas narodima BiH u kojima se ističe da ubuduće BiH i njene narode, i u zemlji i inozemstvu, mogu zastupati i predstavljati samo ZAVNOBiH i AVNOJ. Ovim aktima istovremeno je izražena odlučnost naroda BiH da njihova zemlja, koja nije ni srpska, ni hrvatska ni muslimanska, nego i srpska i muslimanska i hrvatska, bude zbratimljena zajednica u kojoj će biti osigurana puna ravnopravnost svih Srba, Muslimana i Hrvata. Na zasjedanju je izabrana delegacija od 58 članova koja će predstavljati BiH na Drugom zasjedanju AVNOJ-a (29. studenoga 1943.) Istovremeno je konstituirano Predsjedništvo ZAVNOBiH-a, sastavljeno od 31 člana, s dr Vojislavom Kecmanovićem, liječnikom iz Bijeljine, kao predsjednikom.
U Mrkonjić Gradu se nalazi spomen-muzej prvog zasjedanja ZAVNOBiH-a, kao i dom ZAVNOBiH-a, koji predstavlja centar kulturnog i društvenog života grada, a koji je otvoren 27. studenoga 1973. u okviru proslave 30-godišnjice prvog zasjedanja.

## Drugo zasjedanje ZAVNOBiH-a
Drugo zasjedanje ZAVNOBiH-a održano je od 30. lipnja do 2. srpnja 1944. u Sanskom Mostu na kojem je 1. srpnja 1944. godine donesena deklaracija o pravima građana u BiH u kojoj stoji:
U plamenu pravednog oslobodilačkog rata iskiva se bratstvo Srba, Muslimana i Hrvata, i time se udara siguran temelj slobodne i zbratimljene BiH, ravnopravne federalne jedinice u Demokratskoj Federativnoj Jugoslaviji. Prvi put u povijesti Srbi, Muslimani i Hrvati Bosne i Hercegovine, ujedinjeni u Narodnooslobodilačkom pokretu, stupili su na isti put, počeli izgrađivati svoj zajednički dom, u čije su temelje uzidane kosti njihovih najboljih sinova. Prvi put u povijesti oni su postali kovači svoje sudbine, čvrsto odlučni da jednom zauvijek sahrane vjekovnu mračnu i tešku prošlost i da izgrade državnu zajednicu u kojoj će živjeti u ravnopravnosti, slobodi, miru i blagostanju."
Oličena u narodnooslobodilačkim odborima i ZAVNOBiH-u zajamčuje:
Ravnopravnost Srba, Muslimana i Hrvata BiH koja je njihova zajednička i nedjeljiva domovina;
Slobodu vjeroispovjesti i savjesti kao i ravnopravnost svih vjeroispovjesti;
Slobodu zbora i dogovora, udruživanja i tiska;
Osobnu i imovinsku sigurnost građana, kao i slobodu privatne inicijative u privrednom životu;
Ravnopravnost žena s muškarcima, kako u političkom životu zemlje tako i u svim oblastima društvene djelatnosti;
Izborno pravo u demokratskoj Bosni i Hercegovini birači će vršiti tajnim glasovanjem na osnovu općteg, jednakog i neposrednog prava glasa;
Aktivno i pasivno izborno pravo ima svaki građanin i građanka koji su navršili 18 godina života, a nisu toga prava lišeni na osnovu zakona;
Borci narodnooslobodilačke vojske i partizanskih odreda Jugoslavije imaju to pravo bez obzira na godine starosti;
Svakom građaninu zajamčeno je pravo žalbe na rješenje organa vlasti, kao i pravo molbe i pritužbe svim organima državne vlasti;
Nitko ne može biti osuđen bez prethodnog sudskog postupka.

## Treće zasjedanje ZAVNOBiH-a
Nakon ulazka partizanskih trupa u Sarajevo, 26. travnja 1945. sazvano je i treće zasjedanje ZAVNOBiH-a koje je bilo posljednje ratno i uopće posljednje zasjedanje ovog tijela. Na Trećem zasjedanju u Sarajevu 26. – 28. travnja 1945. ZAVNOBiH je bio pretvoren u Narodnu skupštinu i uspostavljena je prva Narodna vlada (Narodna Republika Bosna i Hercegovina).